# Caius Iacob
Compléments
sénateur
Caius Iacob, né le 29 mars 1912 à Arad, dans l’empire austro-hongrois, et mort le 6 février 1992 à Bucarest en Roumanie, est un mathématicien roumain, spécialiste de mécanique des fluides, membre de l'Académie roumaine depuis 1963. Il est aussi élu sénateur du Parti national paysan chrétien-démocrate en 1990.

## Biographie
Caius Iacob nait et commence ses études à Arad, alors en Autriche-Hongrie. Son père, Lazar Iacob (1884-1951), est professeur de droit canon et est l'un des délégués officiels à la Grande Assemblée à Alba Iulia le 1er décembre 1918. Caius passe son baccalauréat en 1928, puis fait ses études supérieures à la faculté de mathématiques de l'université de Bucarest (1928-1931).
Après son diplôme, il poursuit ensuite ses études en France, où il obtient son doctorat à la Faculté des sciences de l'université de Paris, le 24 juin 1935. Sa thèse, dirigée par Henri Villat, porte Sur la détermination des fonctions harmoniques par certaines conditions aux limites : applications à l'hydrodynamique,.
Après son retour dans son pays, Iacob se consacre à l'enseignement supérieur et à la recherche scientifique, en passant par tous les niveaux, de l'assistant au professeur. À partir de 1935, il est assistant à l'École polytechnique de Timisoara, en 1938, il est nommé professeur assistant à la faculté de mathématiques de l'université de Cluj. En 1939, il accepte un poste d'assistant au Laboratoire de mécanique de l'université de Bucarest, mais retourne à l'université de Cluj en 1942 en tant que chargé de cours avant d'être nommé le 30 décembre 1943, à l'âge de 31 ans,  professeur au département de mécanique. Il y travaillé  jusqu'au 14 octobre 1950, date à laquelle il devient professeur de mécanique à la Faculté de mathématiques et de physique de l'université de Bucarest.
En 1940, il reçoit le prix de mécanique "Henri de Parville" de l'Académie des sciences de Paris et devient membre de l'Académie des sciences de Roumanie en juin 1941. Le 2 juillet 1955, il est élu membre correspondant de l'Académie roumaine et le 21 mars 1963,  membre à part entière. Il est président de la section mathématique de l'Académie roumaine du 19 mars 1980 à la fin de sa vie (6 février 1992).
L’Institut de mathématiques appliquées de l’Académie roumaine est créé en 1991 à son initiative ; il fusionne en 2001 avec le Centre de statistique mathématique de l’Académie roumaine, devenant l’actuel Institut de mathématiques appliquées et de statistique des mathématiques "Gh. Mihoc - Caius Iacob".
En 1990, Iacob est élu sénateur du PNTCD. Il est le seul représentant de ce parti à la chambre haute du premier parlement postérieur à la révolution de 1989.

## Ouvrages
- (ro) Introducere matematică în mecanica fluidelor, Editura Academiei Române, 1952 et Une introduction mathématique à la mécaniques des fluides, Gauthier-Villars, 1959.
- (ro) Dicționar de matematici generale, Bucarest, Editura Enciclopedică Română, 1974.
- (ro) Mecanica teoretică, Bucarest, Editura Științifică și Pedagogică, 1980.